# Force India VJM07
Der Force India VJM07 war der siebte Formel-1-Rennwagen des indischen Teams Force India. Er wurde in der Formel-1-Saison 2014 eingesetzt. Am 22. Januar 2014 wurde er der Öffentlichkeit vorgestellt.

## Technik und Entwicklung
Der VJM07 war das Nachfolgemodell des VJM06, wobei sich das Fahrzeug aufgrund von Regeländerungen für die Formel-1-Saison 2014 optisch wie auch technisch deutlich vom Vorgängermodell unterschied.
Angetrieben wurde der VJM07 vom neuentwickelten Mercedes-Benz PU106A Hybrid, einem 1,6-Liter-V6-Motor mit einem Turbolader. Sowohl das ERS als auch das Achtganggetriebe kamen vom Motorenhersteller Mercedes.
Bedingt durch die Regeländerungen zur Saison 2014 war die Nase des Fahrzeugs deutlich niedriger als beim Fahrzeug des Vorjahres. Der Frontflügel war an zwei relativ weit auseinander liegenden Streben aufgehängt, davor verjüngte sich die Nase sehr stark und ragte deutlich über den Flügel nach vorne.

## Lackierung und Sponsoring
Der Force India VJM07 war in den Farben der indischen Flagge orange, weiß und grün lackiert, im Vergleich zum Vorgängermodell waren jedoch große Teile der weißen Lackierung nun in Schwarz gehalten. Der Titelsponsor und Anteilseigner Sahara India Pariwar war als Sponsor auf den Seitenkästen vertreten. Weitere Großsponsoren des Teams waren Kingfisher Airlines sowie die United Breweries Group mit ihrer Spirituosen-Marke Royal Challenge, Unternehmen, die dem Teamchef Vijay Mallya nahestehen. Außerdem war Claro, ein Markenname in mehreren Staaten Lateinamerikas für Mobilfunknetze von América Móvil, auf dem Fahrzeug vertreten.

## Fahrer
Force India trat 2014 mit einer neuen Fahrerpaarung an. Nico Hülkenberg kehrte nach einer Saison bei Sauber zum Team zurück, sein Teamkollege wurde der bei McLaren entlassene Sergio Pérez. Paul di Resta wechselte als Werksfahrer zurück zu Mercedes-Benz in die DTM. Adrian Sutil, der einen gültigen Vertrag für die Saison 2014 besaß, wurde von Force India zugunsten von Pérez aus seinem Vertrag herausgekauft und wechselte zu Sauber.

## Ergebnisse
| Fahrer               | Nr.                  | 1  | 2   | 3 | 4 | 5  | 6   | 7   | 8 | 9  | 10 | 11  | 12 | 13 | 14 | 15 | 16 | 17  | 18 | 19 | Punkte | Rang |
| -------------------- | -------------------- | -- | --- | - | - | -- | --- | --- | - | -- | -- | --- | -- | -- | -- | -- | -- | --- | -- | -- | ------ | ---- |
| Formel-1-Saison 2014 | Formel-1-Saison 2014 |    |     |   |   |    |     |     |   |    |    |     |    |    |    |    |    |     |    |    | 155    | 6.   |
| N. Hülkenberg        | 27                   | 6  | 5   | 5 | 6 | 10 | 5   | 5   | 9 | 8  | 7  | DNF | 10 | 12 | 9  | 8  | 12 | DNF | 8  | 6  | 155    | 6.   |
| S. Pérez             | 11                   | 10 | DNS | 3 | 9 | 9  | DNF | 11* | 6 | 11 | 10 | DNF | 8  | 7  | 7  | 10 | 10 | DNF | 15 | 7  | 155    | 6.   |
| D. Juncadella        | 34                   |    |     |   |   |    |     |     |   | PO |    |     |    | PO |    |    |    |     | PO |    | 155    | 6.   |

| Legende  | Legende            | Legende                                                          |
| Farbe    | Abkürzung          | Bedeutung                                                        |
| -------- | ------------------ | ---------------------------------------------------------------- |
| Gold     | –                  | Sieg                                                             |
| Silber   | –                  | 2. Platz                                                         |
| Bronze   | –                  | 3. Platz                                                         |
| Grün     | –                  | Platzierung in den Punkten                                       |
| Blau     | –                  | Klassifiziert außerhalb der Punkteränge                          |
| Violett  | DNF                | Rennen nicht beendet (did not finish)                            |
| Violett  | NC                 | nicht klassifiziert (not classified)                             |
| Rot      | DNQ                | nicht qualifiziert (did not qualify)                             |
| Rot      | DNPQ               | in Vorqualifikation gescheitert (did not pre-qualify)            |
| Schwarz  | DSQ                | disqualifiziert (disqualified)                                   |
| Weiß     | DNS                | nicht am Start (did not start)                                   |
| Weiß     | WD                 | zurückgezogen (withdrawn)                                        |
| Hellblau | PO                 | nur am Training teilgenommen (practiced only)                    |
| Hellblau | TD                 | Freitags-Testfahrer (test driver)                                |
| ohne     | DNP                | nicht am Training teilgenommen (did not practice)                |
| ohne     | INJ                | verletzt oder krank (injured)                                    |
| ohne     | EX                 | ausgeschlossen (excluded)                                        |
| ohne     | DNA                | nicht erschienen (did not arrive)                                |
| ohne     | C                  | Rennen abgesagt (cancelled)                                      |
| ohne     | keine WM-Teilnahme |                                                                  |
| sonstige | P/fett             | Pole-Position                                                    |
| sonstige | 1/2/3/4/5/6/7/8    | Punktplatzierung im Sprint-/Qualifikationsrennen                 |
| sonstige | SR/kursiv          | Schnellste Rennrunde                                             |
| sonstige | *                  | nicht im Ziel, aufgrund der zurückgelegten Distanz aber gewertet |
| sonstige | ()                 | Streichresultate                                                 |
| sonstige | unterstrichen      | Führender in der Gesamtwertung                                   |